# Martigny-Ville

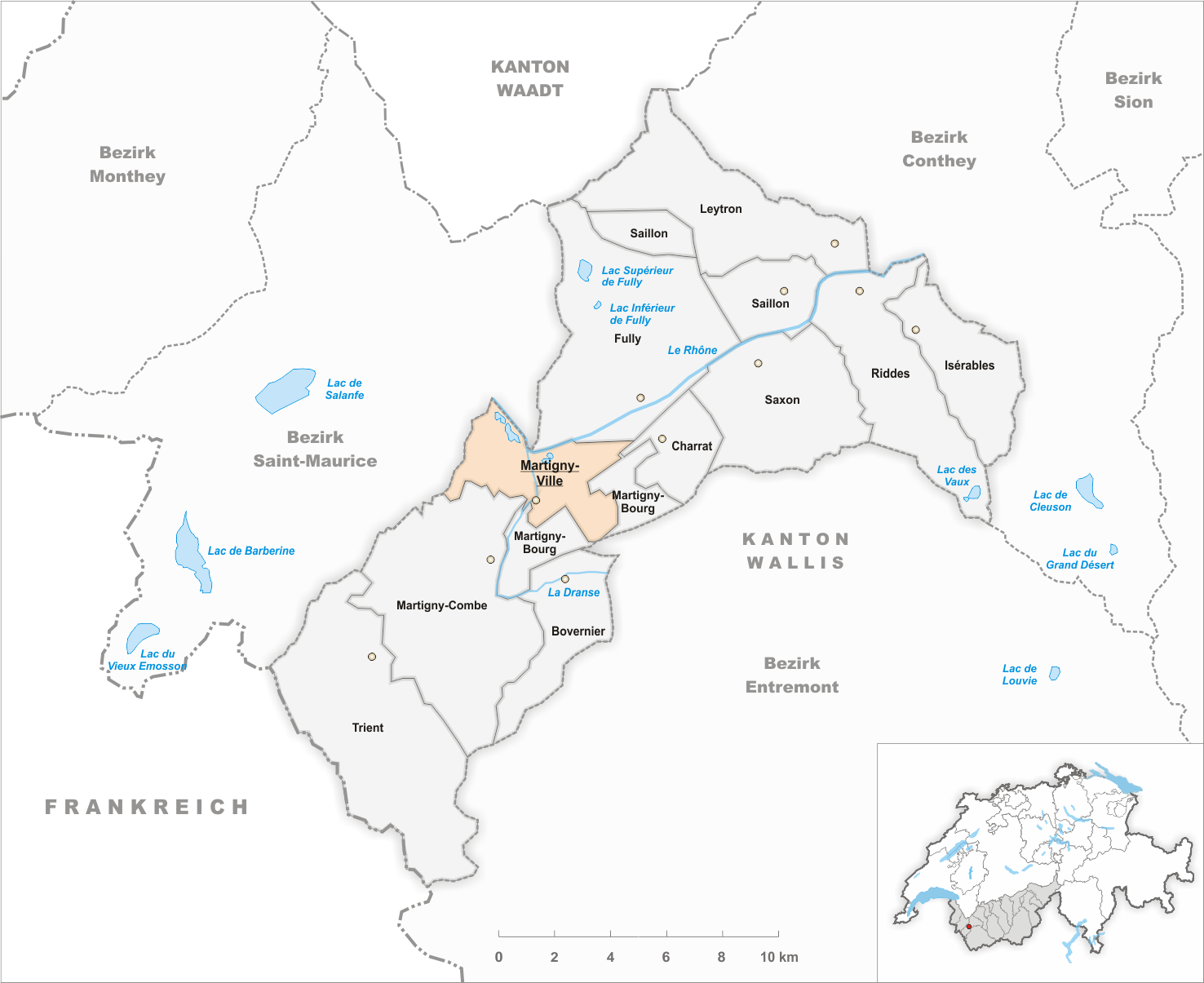
Gemeindestand vor der Fusion am 1. Januar 1964

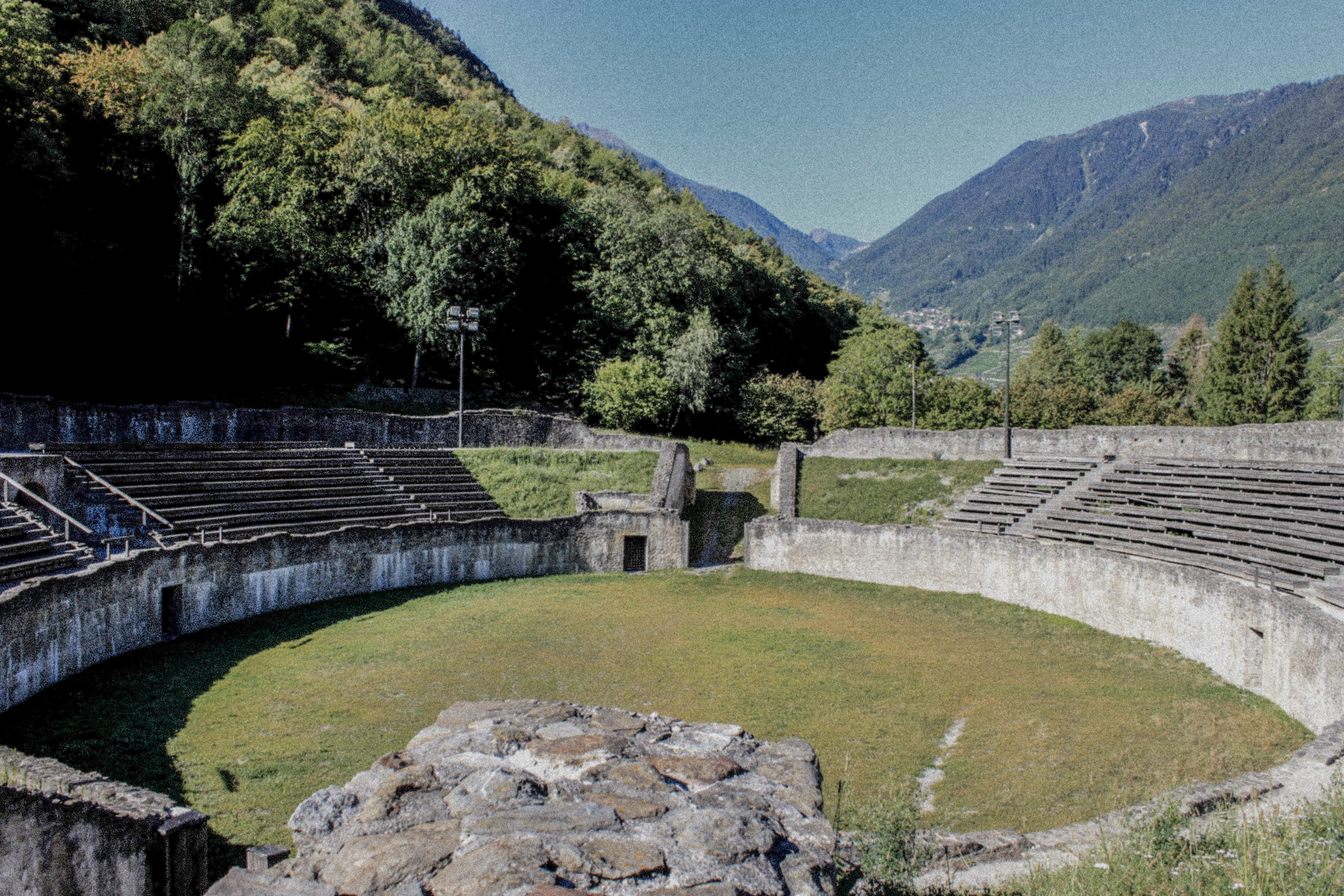
Amphithéâtre

Martigny-Ville ist eine Ortschaft in der Munizipalgemeinde Martigny im Schweizer Kanton Wallis.
1835 spaltete sich Martigny-Ville von der Gemeinde Martigny ab, schloss sich am 1. Januar 1955 mit der Gemeinde La Bâtiaz zur Gemeinde Martigny-Ville zusammen und fusionierte schliesslich 1964 mit der Gemeinde Martigny-Bourg wieder zur Gemeinde Martigny.

## Bevölkerung
Nach Angaben aus Meyers Konversationslexikon hatte Martigny la Ville um 1888 1'525, Martigny le Bourg 1'303 und Martigny-Combe 1'714 Einwohner.